# مناورات الاتحاد البحري
مناورات الاتحاد البحري أو (بالإنجليزية: Maritime Union Maneuvers)‏ هي مناورات عسكرية بحرية مشتركة تقام بين كل من السعودية والولايات المتحدة الأمريكية بهدف رفع الجاهزية العملياتية للقوات البحرية للبلدين وتبادل الخبرات واكتساب المهارات القتالية.